# Портрет на Ариго косматия, Петър лудия и джуджето Амон
„Троен портрет на Ариго косматия, Петър лудия и джуджето Амон“ (на италиански: Triplo ritratto di Arrigo peloso, Pietro matto e Amon nano) е картина на италианския художник Агостино Карачи от 1598 – 1600 г. Картината (133 х 101 см), е изложена в Зала 19 на Национален музей „Каподимонте“, Неапол. Използваната техника е маслени бои върху платно.

## История
Картината е рисувана в периода, когато Агостино Карачи заедно с брат си Анибале е  придворен художник на кардинал Одоардо Фарнезе и изписва фреските в Галерия „Фарнезе“ в Палацо „Фарнезе“ в Рим. В този период двамата братя рисуват и картини за кардинал Одоардо Фарнезе, които в наши дни могат да се видят изложени в едни от световноизвестните музеи.
Изабела Фарнезе – съпруга на испанския крал Филип V, като единствена наследница на династията Фарнезе, наследява фамилната колекция и я завещава на първородния си син Карлос III, който от своя страна пренася колекцията в Неапол между 1735 и 1739 г.
Картината пристига в Неапол като част от Колекция „Фарнезе“ и в наши дни е изложена в Национален музей „Каподимонте“, Неапол.

## Описание
Темата на платното първоначално е свързвана с митологични термини, след това е разглеждана като алегория на натуралистичното изкуство. Напоследък, благодарение на изследванията на Роберто Дзапери, е възможно да се проследи самоличността на изобразените герои, а именно трима мъже, живели в двора и служили за забавление на гостите на династия Фарнезе. В ренесансовите дворци е било обичайно да се колекционират екзотични животни и човешки същества, които да предизвикват интерес и да забавляват посетителите с техните деформации или физически особености. – факт, много образно описан от Виктор Юго в романа „Човекът, който се смее“.
На картината са изобразени трима странни герои в сянката на дъб: млад мъж, облечен в обикновена животинска кожа и страдащ от хипертрихоза, с напълно окосмено лице. Отдясно му се вижда прегърбено джудже, прегърнало куче с дясната си ръка и с папагал в лявата, който кълве череши от шепата на Косматия. Отляво на мъжа се вижда по-възрастен човек – Петър лудият, шепнещ на ухото на Косматия. На дясното рамо на Петър има маймунка, а друга маймунка си играе с малко кученце, катерещо се по краката му.
Ариго косматият е човек, известен не само в Рим, но и в цяла Европа, тъй като принадлежи към семейство, чиито членове имат прекомерно окосмяване и впоследствие са купени от благороднически семейства като пажове. Баща му Педро Гонзалес, от семейство от Гуанчите, идва от Канарските острови, които са честа жертва на нападенията на френските пирати. Педро е подарен на краля на Франция Анри II и е обучен за паж. Като награда му е дадена млада френска булка, а синовете им са продадени на други благороднически семейства, тъй като и те страдат от хипертрихоза като баща им. Синът му Ариго Гонзалес е изобразен от Агостино Карачи, а дъщеря му Антонита Гонзалес– от Лавиния Фонтана през 1594 г. След края на Валоа семейство Гонзалес е закупено от Фарнезе.
Тази картина, със силно проучена композиция, има много внимателна подготвителна работа зад гърба си. За това свидетелстват и множеството рисунки, послужили и за „облагородяване” на външния вид на тримата мъже. Платното е пример за жанрова живопис, особено на мода сред покровителите и колекционерите от онова време, които обичат този тип странности. Натурализмът, предаден с виртуозност от Агостино Карачи, не трябва да се разбира в съвременния смисъл на думата като живопис, която изследва реалността с изразителни и морални намерения, а като просто любопитство – той се счита за второстепенен жанр в живописта, така както за низши същества са считани изобразените герои, обикновени хора или придворни лица.
В Болоня, където през 16 век работи натуралистът Улисе Алдрованди, много художници свикват да работят върху публикациите и върху създаването на дидактическия материал на Естествения музей, основаван от него (самият Ариго е изобразен на Monstrorum Historia на Алдрованди), което им предлага възможност да натрупат опит с възпроизвеждането на природата.